# Армилистриум
Армилустриум (на латински: Armilustrium) е религиозен празник (култ) в Древен Рим, който се празнува на 19 октомври в чест на Марс.
Празнува се на Авентин с процесия, жертвоприношение на животни и вероятно също танц на Салиите, жреческа общност на Марс. Тогава военните оръжия (arma) се изчистват ритуално (lustrum) и се подготвят за складиране през зимата.